# Casa de la Coma (Moià)
La Casa de la Coma és una obra noucentista de Moià inclosa a l'Inventari del Patrimoni Arquitectònic de Catalunya.

## Descripció
Casa de tres plantes, de façana molt estreta, l'interès de la qual radica en les tribunes dels dos pisos superiors que divideixen l'edifici en dues parts. Aquestes tribunes es repeteixen als darreres de la casa, en nombre de tres, per tal de salvar el desnivell del terreny. La tribuna acaba en un petit teulat que sobresurt de l'edifici, i que combina teules verdes amb vermelles. A la planta baixa hi ha dues entrades: la que dona accés a l'habitatge i la que servia per a guardar la tartana.

## Història
La casa fou construïda durant el quinquenni 1920-25, pels propietaris del mas de la Coma del mateix municipi, que combinaven l'estada al mas amb l'estada al poble.